# Van Goghov muzej v Amsterdamu
Muzej Van Gogh je nizozemski likovni muzej, posvečen delu Vincenta van Gogha in njegovih sodobnikov v Amsterdamu; nahaja se na Muzejskem trgu v pokrajini Amsterdam jug, v bližini muzeja Stedelijk, Rijksmuseum in Concertgebouw. Muzej se je odprl 2. junija 1973, njegove zgradbe pa sta zasnovala Gerrit Rietveld in Kisho Kurokawa.
Muzej vsebuje največjo zbirko Van Goghovih slik in risb na svetu. Leta 2017 je imel muzej 2,3 milijona obiskovalcev in je bil najbolj obiskan muzej na Nizozemskem ter 23. najbolj obiskan likovni muzej na svetu. Leta 2019 je muzej Van Gogh predstavil tehnološko "potopno razstavo" Meet Vincent Van Gogh Experience, ki temelji na življenju in delu Van Gogha, ki je gostovala po vsem svetu.